# Cantonul Bernay-Est
Cantonul Bernay-Est este un canton din arondismentul Bernay, departamentul Eure, regiunea Haute-Normandie, Franța.

## Comune
| Comune                    | Populație (1999) | Cod poștal | Cod INSEE |
| ------------------------- | ---------------- | ---------- | --------- |
| Bernay                    | 11 024 (1)       | 27300      | 27056     |
| Carsix                    | 233              | 27300      | 27131     |
| Corneville-la-Fouquetière | 83               | 27300      | 27173     |
| Fontaine-l'Abbé           | 549              | 27300      | 27251     |
| Menneval                  | 1 322            | 27300      | 27398     |
| Saint-Aubin-le-Vertueux   | 822              | 27300      | 27516     |
| Saint-Clair-d'Arcey       | 325              | 27300      | 27523     |
| Saint-Léger-de-Rôtes      | 426              | 27300      | 27557     |
| Serquigny                 | 2 053            | 27470      | 27622     |